# Paecilaemana
Genre
Paecilaemana est un genre d'opilions laniatores de la famille des Cosmetidae.

## Distribution
Les espèces de ce genre se rencontrent en Équateur, au Panama et au Costa Rica.

## Liste des espèces
Selon World Catalogue of Opiliones (27/03/2024) :
- Paecilaemana crux Roewer, 1928
- Paecilaemana halonata Roewer, 1928
- Paecilaemana quadripunctata Goodnight & Goodnight, 1942

(Paecilaemana reimoseri Roewer, 1933 = Poecilaemula signata (Banks, 1909)).

## Publication originale
- Roewer, 1928 : « Weitere Weberknechte II. (2. Ergänzung der Weberknechte der Erde, 1923). » Abhandlungen der Naturwissenschaftlichen Verein zu Bremen, vol. 26, p. 527–632.